# Winchelsea-i Róbert
Winchelsae-i Róbert (latinul: Robertus Winchelsea, angolul: Robert Winchelsey), (?, 1245 körül – Otford, 1313. május 11.) középkori angol teológus. 1293-tól Canterbury érseke volt. Az utókorra teológiai tárgyú Quaestiones disputatai maradtak fenn.